# Partei Scharij
Die Partei Scharij (ukrainisch Партія Шарія) war eine politische Partei in der Ukraine. Der Gründer und Vorsitzender der Partei ist der ukrainische Journalist und Blogger Anatolij Scharij. Als Reaktion auf den Russischen Überfall auf die Ukraine wurde die Partei am 20. März 2022 aufgrund des Vorwurfs von Verbindungen zur Russischen Föderation vom Nationalen Sicherheitsrat der Ukraine verboten.

## Geschichte
Die Partei wurde im Juli 2019 von dem Blogger Anatolij Scharij gegründet.
Scharij übernahm die Partei „Vereinigte Ukraine“ (ukrainisch Объединённая Украина) und benannte sie in Partei Scharij um. Die Partei Scharij wurde im Juni 2019 offiziell von der Zentralen Wahlkommission der Ukraine registriert und konnte damit an den bevorstehenden Parlamentswahlen teilnehmen.

### Wahlkampagne 2019
Am 24. Juni wollte Anatoly Scharij sich als Stellvertreter zur Wahl stellen, aber die Zentrale Wahlkommission der Ukraine lehnte die Initiative ab, weil Scharij in den letzten fünf Jahren im Ausland lebte. Daraufhin reichte Scharij Klage beim Obersten Gerichtshof ein. Dieser entschied, dass die Wahlkommission ihre Entscheidung überdenken müsse. Am 2. Juli 2019 wurde Scharij als Kandidat zugelassen.
Am 3. Juli wurde Scharij eine Kandidatur für die Parlamentswahl erneut verweigert. Grundlage war eine Antwort des amtierenden Leiters des Sicherheitsdienstes der Ukraine (SBU), Iwan Bakanow. In der Entscheidung wird dargelegt, dass Scharij die Ukraine am 24. Januar 2012 verlassen und 2013 einen Flüchtlingsstatus erhalten habe. Am 21. Juli 2019 erhielt die Partei 2,23 % der Stimmen und überwand somit die 5-%-Hürde nicht. Die höchste Zustimmung erzielte die Partei im Osten und im Süden des Landes (5,55 % im Oblast Donezk, 4,72 % im Oblast Odessa).

### Nach der Wahl 2019
Im Mai 2020 wurde Helga Bondarenko Vorsitzende des Parteirates.
Am 17. Juni 2020 initiierte Anatolij Sharij in Kiew eine Demonstration gegen den ukrainischen Präsidenten Wolodymyr Selenskyj und das Innenministerium der Ukraine. Zu der von der „Partei Sharij“ organisierten prorussischen Demonstration kamen laut ukrainischen Medien rund 500 Menschen, Scharij selbst spricht von 2000 Teilnehmern. Sie forderten ein Ende der Angriffe von Rechtsradikalen auf Journalisten und Andersdenkende. Während und nach der Demonstration kam es zu einer Auseinandersetzung zwischen Parteianhängern und Nationalisten.

### Kommunalwahlen in der Ukraine 2020
Zusammen mit dem „Oppositionsblock“ galt die Partei Scharij als Konkurrent der Oppositionsplattform – Für das Leben, die bis zu 5 % der Wähler in den Basisregionen (Südosten der Ukraine) auf ihrer Seite hat. Die Partei wollte an der Kommunalwahl in der Ukraine am 25. Oktober 2020 teilnehmen. Später bezeichnete der Kovorsitzende der Oppositionsplattform – Für das Leben Wiktor Medwedtschuk die Partei Scharij als »ideologischen Bündnispartner«.

### Russische Invasion in die Ukraine 2022 und Verbot der Partei
Im Vorfeld des Russischen Überfalls auf die Ukraine 2022 sprach sich am 15. Februar eine Abgeordnete der Partei Scharij in Odessa gegen die Unterstützung von territorialen Selbstverteidigungseinheiten aus und bezeichnete diese als „Banditeneinheiten“. Sie verwies darauf, dass die russischen Militärübungen bereits beendet seien.
Nachdem es tatsächlich zum Russischen Überfall auf die Ukraine gekommen war, wurden durch den Nationalen Sicherheitsrat der Ukraine am 20. März 2022 aufgrund des Vorwurfs von Verbindungen zur Russischen Föderation sämtliche politischen Aktivitäten der Partei Scharij und anderer Parteien für die Dauer des Ausnahmezustands verboten.

## Ausrichtung und Ziele
Die Partei galt als libertär. Sie suchte eine Annäherung an die Europäische Union und den Status der Blockfreiheit, wendete sich gegen den Bodenmarkt, die Legalisierung von leichten Drogen und Prostitution.
Grundlegende Ziele waren:
- Absolute Priorität der Menschenwürde und der Menschenrechte in der Ukraine Meinungsfreiheit und Gewissensfreiheit.
- Die Medienverantwortung für eine Lüge und Verleumdung.
- Direkte Demokratie: E-Voting ohne Betrug und „co-entscheidungsfindend“.[24][25]
- Europäische Integration
- Die Modernisierung der ukrainischen Gesellschaft, Politik, Wissenschaft und Technologie.
- Ein Wirtschaftsliberalismus und den Enthusiasmus der ungeschützten Bevölkerung

Außerdem wollte die politische Bewegung:
- Säuberung der ukrainischen politischen Landschaft und Bekämpfung der Korruption.
- Volle Transparenz und ständige Kontrolle über die legislativen und exekutiven Behörden in der Ukraine.
- Aufklärung der Bevölkerung des Landes über offizielle und inoffizielle Schattenprozesse in der ukrainischen Politik.

Nach Angaben der Seite laender-analysen.de handelt es sich bei der Partei Scharij weniger um eine Partei als vielmehr um eine „Ein-Mann-Show“ Scharijs. Scharij bedient sich in seinen Blogs antiukrainischer oder prorussischer Propaganda, indem er zum Beispiel Westukrainer als „Mischlinge“ herabsetzte. Der Co-Vorsitzende der Partei Oppositionsplattform – Für das Leben und persönliche Freund Wladimir Putins Wiktor Medwedtschuk bezeichnete die Partei Scharij als »ideologischen Bündnispartner«.

## Körperliche Auseinandersetzungen von Parteimitgliedern und Mitarbeitern
Anhänger und Mitglieder der Partei Scharij wurden wiederholt unter Anwendung körperlicher Gewalt angegriffen. Nach der Aktion „Stummer Präsident – nicht mein Präsident“ begann eine Welle von Angriffen auf Anhänger der Partei Scharij.
Am 24. Juni 2020 wurde der Koordinator der Partei Scharij in Charkiw, Nikita Rozhenko, zusammengeschlagen. Das Ermittlungsverfahren untersucht die Tat als Mordversuch. Es folgten weitere Angriffe auf Anhänger der Partei Scharij in Winnyzja, Mykolajiw, Charkiw, Kiew, Schytomyr, Tscherkassy, einigen Personen wurden dabei die Rippen gebrochen.
Zugleich schrieb Die Tageszeitung, dass die Partei Scharij selbst nicht gewaltfrei sei. Unter anderem wurde ein Videoclip veröffentlicht, in dem zu sehen ist, wie Scharij-Anhänger einen ukrainischen Nationalisten in der Kiewer U-Bahn einkesseln, auf diesen eintreten und mit Stangen auf diesen einschlagen, bis er offenbar benommen und orientierungslos am Boden sitzt. Olga Scharij, die Ehefrau des Parteivorsitzenden rechtfertigte diese Auseinandersetzung damit, dass der Mann ihre Leute angreifen wollte und dabei „hat er eine in seine Scheiß-Fresse bekommen“.